# Баренк
Баре́нк (фр. Barinque) — коммуна во Франции, находится в регионе Аквитания. Департамент — Атлантические Пиренеи. Входит в состав кантона Пе-де-Морлаас и дю Монтанерес. Округ коммуны — По.
Код INSEE коммуны — 64095.

## География

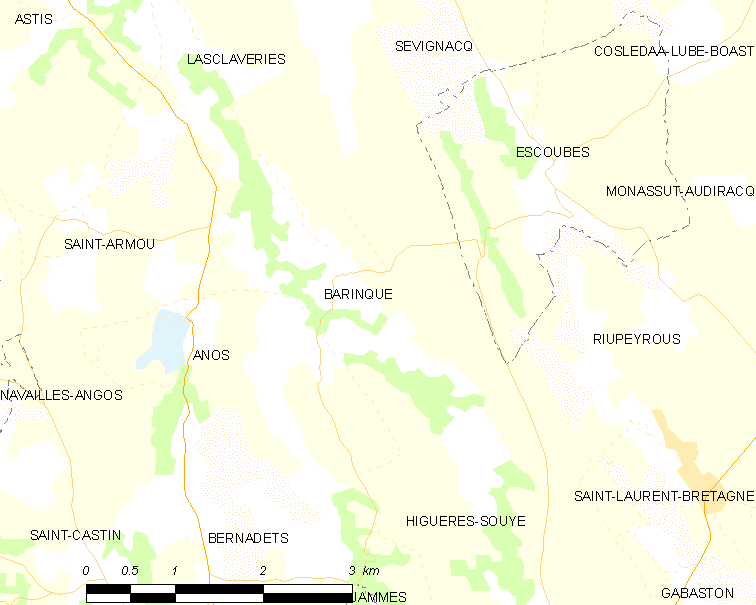
Карта коммуны

Коммуна расположена приблизительно в 640 км к югу от Парижа, в 165 км южнее Бордо, в 15 км к северо-востоку от По.
По территории коммуны протекают реки Люи-де-Франс и Суй.

### Климат
Климат тёплый океанический. Зима мягкая, средняя температура января — от +5°С до +13°С, температуры ниже −10 °C бывают редко. Снег выпадает около 15 дней в году с ноября по апрель. Максимальная температура летом порядка 20-30 °C, выше 35 °C бывает очень редко. Количество осадков высокое, порядка 1100 мм в год. Характерна безветренная погода, сильные ветры очень редки.

## Население
Население коммуны на 2010 год составляло 587 человек.
| 1962 | 1968 | 1975 | 1982 | 1990 | 1999 | 2010 |
| ---- | ---- | ---- | ---- | ---- | ---- | ---- |
| 261  | 257  | 269  | 370  | 470  | 489  | 587  |

## Администрация
| Период | Период | Фамилия           | Партия                  | Примечания |
| ------ | ------ | ----------------- | ----------------------- | ---------- |
| 1945   | 1947   | Гийом Пьо         |                         |            |
| 1947   | 1977   | Жан Лаборд-Лусто  | Социалистическая партия |            |
| 1977   | 2008   | Жозе Лаборд-Лусто | Социалистическая партия |            |
| 2008   | 2020   | Бернар Бюрон      | Социалистическая партия |            |

## Экономика
В 2010 году среди 393 человек трудоспособного возраста (15-64 лет) 310 были экономически активными, 83 — неактивными (показатель активности — 78,9 %, в 1999 году было 74,6 %). Из 310 активных жителей работали 294 человека (160 мужчин и 134 женщины), безработных было 16 (7 мужчин и 9 женщин). Среди 83 неактивных 35 человек были учениками или студентами, 32 — пенсионерами, 16 были неактивными по другим причинам.

## Достопримечательности
- Церковь Св. Варфоломея (XII век)[4]

## Фотогалерея

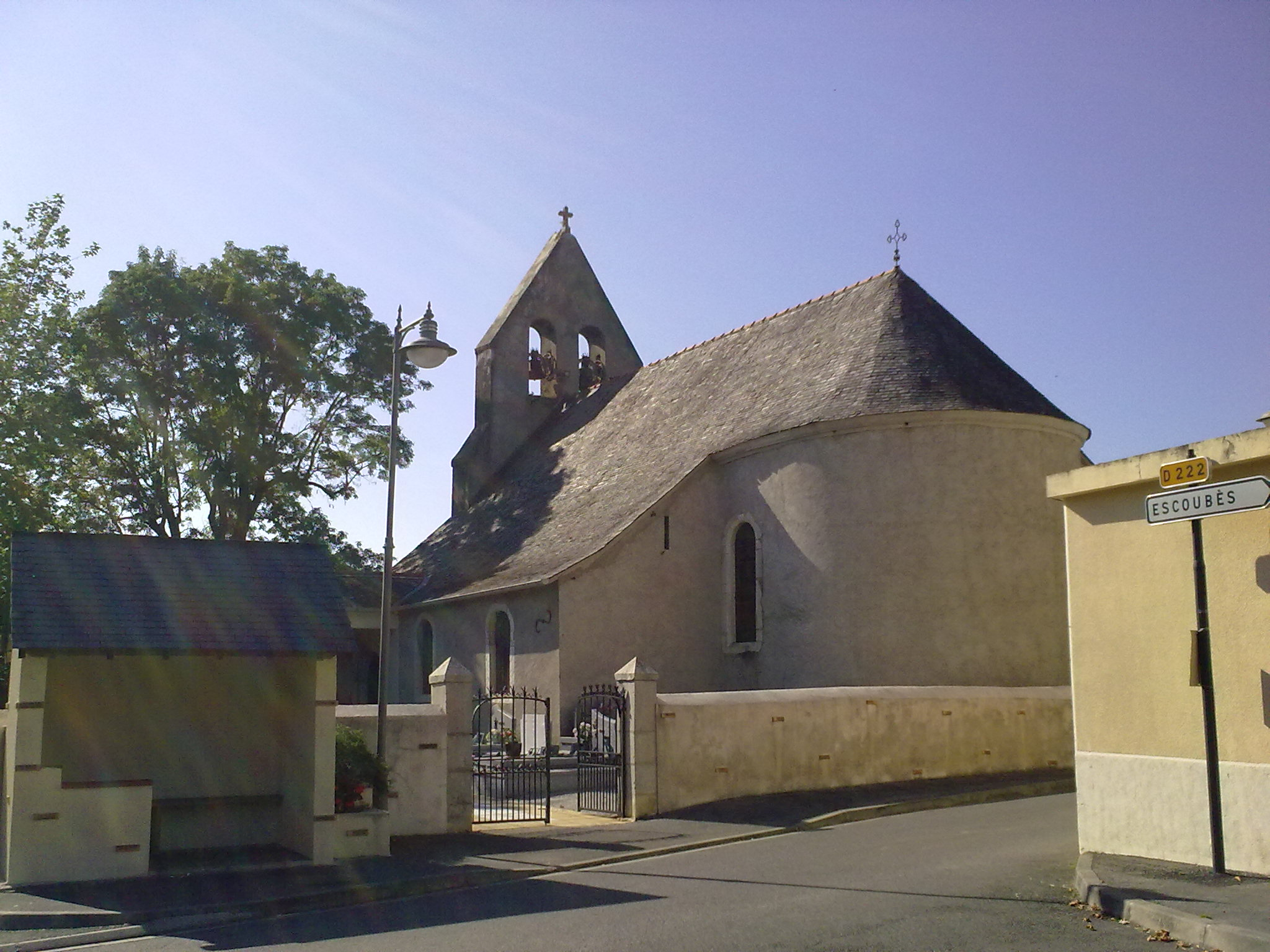
Церковь Св. Варфоломея
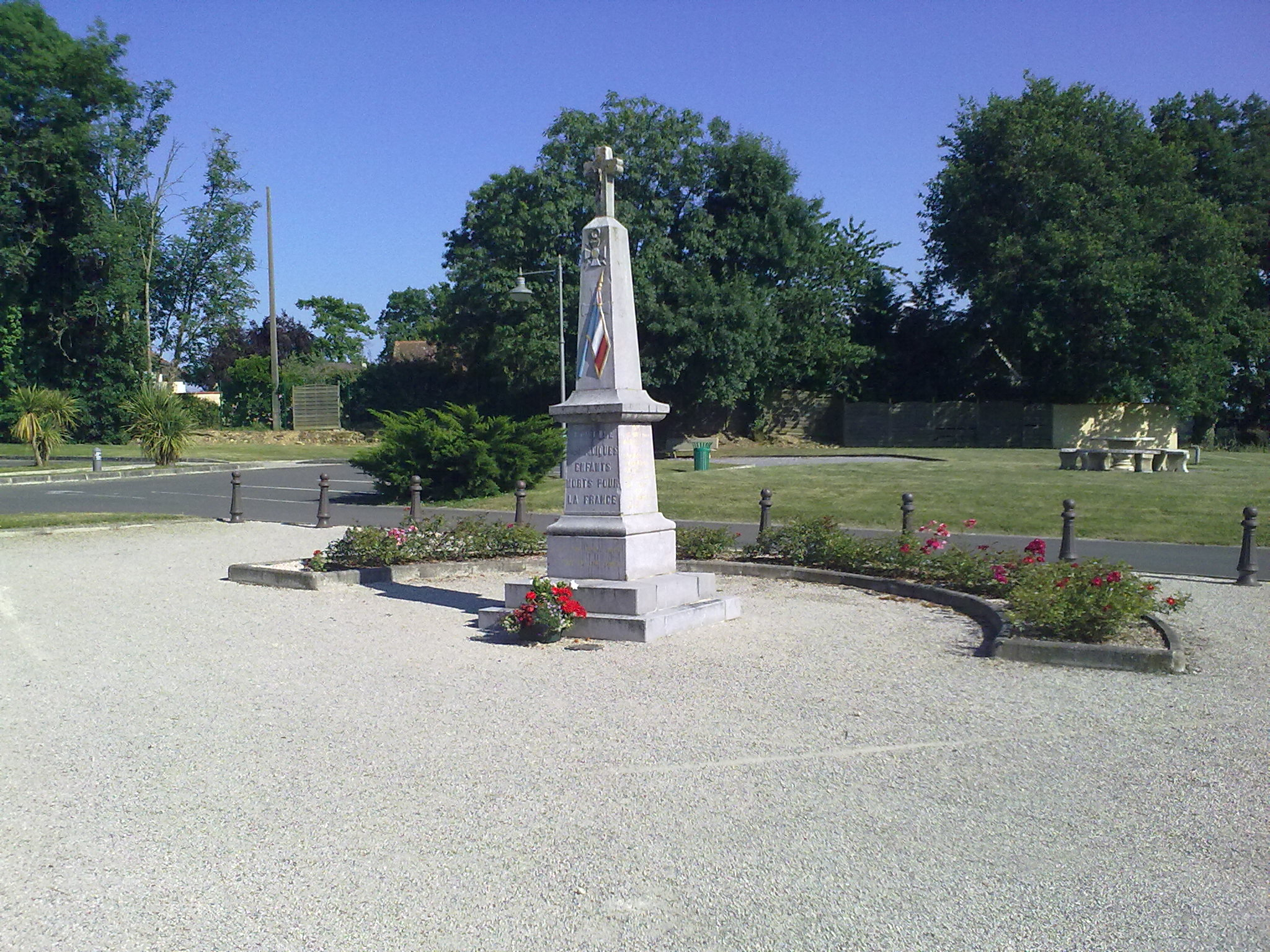
Военный мемориал
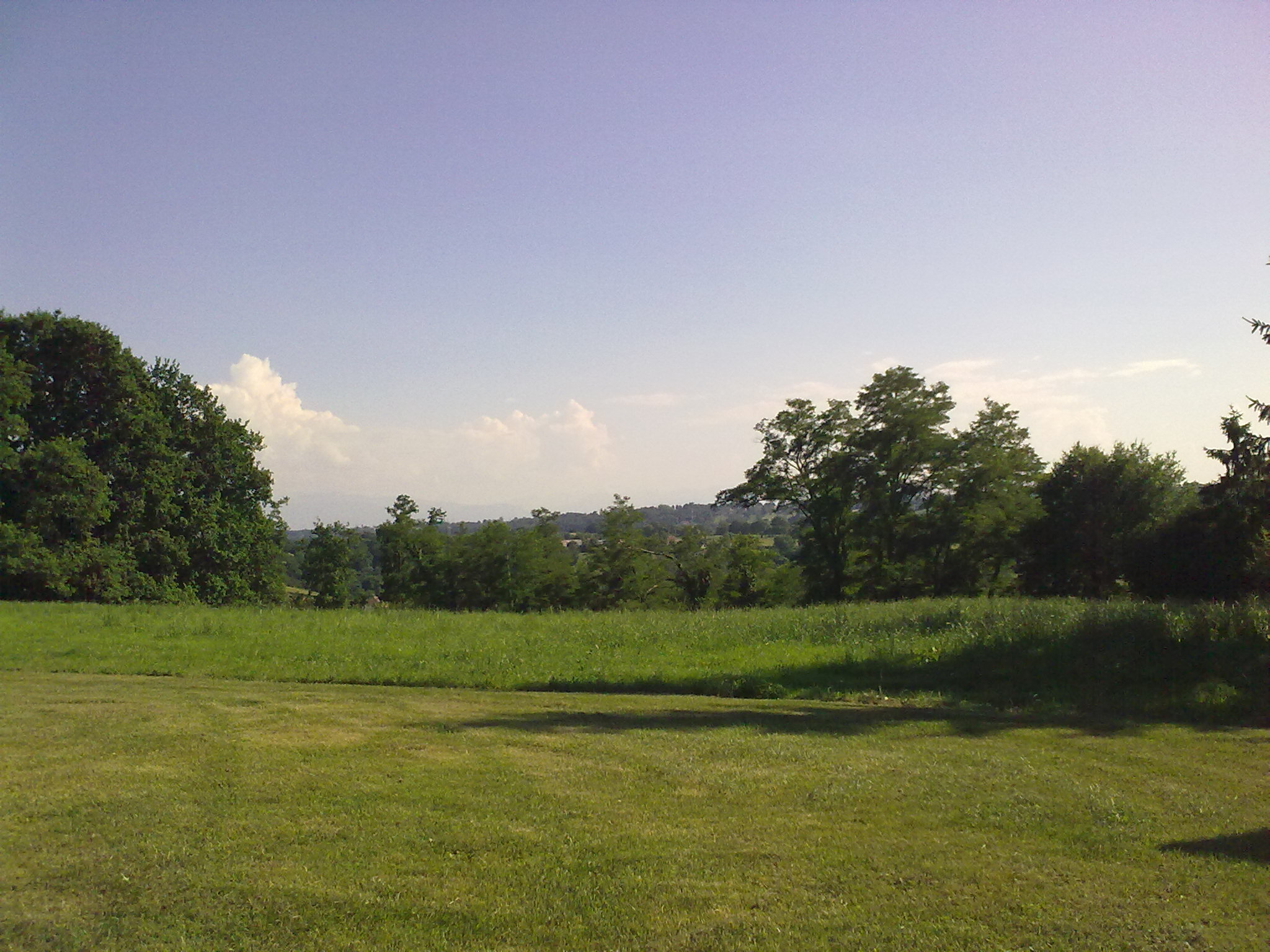
Пейзаж